# Gali(III) teluride
Gali(III) teluride là một hợp chất hóa học vô cơ được phân loại như hợp chất teluriderua của kim loại, có thành phần chính gồm hai nguyên tố là gali và telu, với công thức hóa học được quy định là Ga2Te3. Ở nhiệt độ phòng, gali(III) teluride tồn tại dưới dạng chất rắn dạng tinh thể có màu đen, không mùi và là chất bán dẫn của loại III-VI kết tinh trong cấu trúc lưới.

## Độc tính
Các tính chất về độc tính của Gali(III) teluride chưa được khảo sát kỹ lưỡng. Tuy nhiên nguyên tố telu chỉ có độc tính ở mức tương đối thấp. Hợp chất này được chuyển đổi trong cơ thể để tạo thành đimetyl teluride, và việc này khiến hơi thở và mồ hôi có mùi gần giống như tỏi. Tiếp xúc hóa chất này cách nặng nề có thể gây ra nhức đầu, buồn ngủ, vị giác trở thành kim loại, ăn mất ngon, buồn nôn, run, co giật, và ngừng hô hấp. Cần phải có các biện pháp phòng ngừa thích hợp khi xử lý hợp chất này, kể cả kính bảo hộ và găng tay an toàn. Hợp chất này nên được xử lý trong một khu vực thoáng khí tốt.